# Grafschaft Rautenburg

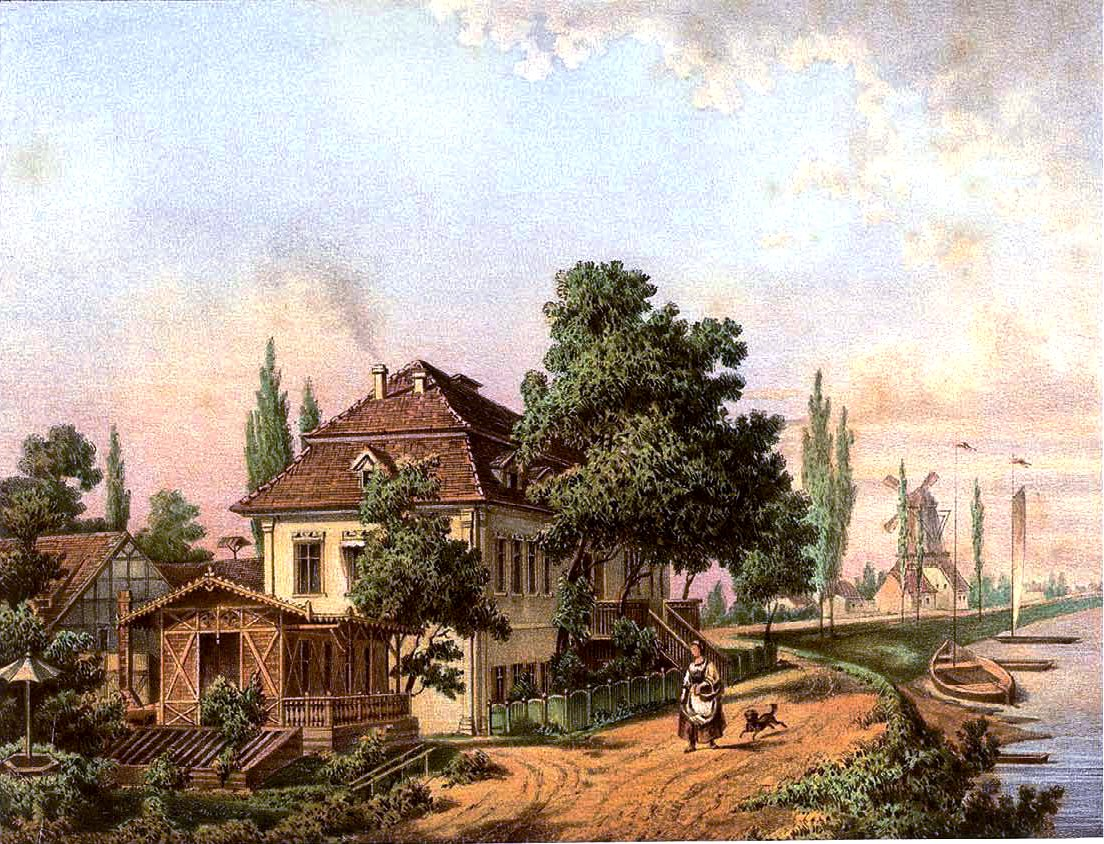
Schloss Rautenburg

Die Grafschaft Rautenburg war ab 1787 eine Grafschaft in Ostpreußen.

## Geschichte
1671 erhielt Philip de Chiese einen 150 Hufen (ca. 2600 Hektar) umfassenden Landbesitz im Memeldelta in Ostpreußen. Er nahm dort Meliorationen vor und erbaute das Schloss Rautenburg, benannt nach seiner zweiten Ehefrau Luise Katharina von Rautter. Die älteste Tochter, Amalia Dorothea de Chiese heiratete den Amtshauptmann Gebhard Johann von Keyserling (1699–1761)  aus Kurland; dieser wurde am 25. April 1744 von Friedrich dem Großen in den preußischen Grafenstand erhoben. Durch diese Verbindung wurde die Linie Keyserling-Rautenburg begründet, an die der Besitz Rautenburg später kam.
Dessen Sohn Heinrich Graf von Keyserlingk (1775–1850), 2. Graf von Rautenburg, stiftete 1786 ein Majorat. Dieses wurde 1787 durch den preußischen König zu einer Grafschaft erhobenen. Es umfasste eine Fläche von drei Quadratmeilen und 33 Orte. Dritter Graf von Rautenberg wurde Otto von Keyserlingk zu Rautenburg, der Sohn von Heinrich. Als Graf war er wahlberechtigt im ersten Stand des Provinziallandtags der Provinz Preußen. Dessen Erbe wurde Heinrich von Keyserlingk-Rautenburg.
Nach der Novemberrevolution endeten aufgrund Art. 117 Weimarer Reichsverfassung die Vorrechte des Adels. Mit der Vertreibung der deutschen Bevölkerung 1945 endete auch der privatrechtliche Besitz der Familie Keyserlingk.

## Gericht der Grafschaft Rautenburg
Mit der Grafschaft Rautenburg verbunden war die Gerichtsbarkeit erster Instanz. Das adlige Gericht der Grafschaft Rautenburg bestand bis zur Märzrevolution. 1849 wurde in Preußen die Patrimonialgerichtsbarkeit abgeschafft und so auch das Gericht der Grafschaft Rautenburg aufgehoben. 1837 umfasste der Gerichtsbezirk 3344 Gerichtseingesessene und 33 Ortschaften. Dies waren Ahlgarten, Andreischken, Naubein, Bretterhof, Carlsdorf, Dannenberg, Degimmen, Hohenberge, Joneiten, Kiaucken, Groß- und Klein-Krautleiben, Kriszahnen, Lappiennen, Maszrimmen, Alt- und Neu-Moseiten, Mühlmeisterischken, Nauddeeden, Alt- und Neu-Norweischen, Klein-Norweischen, Osznaggarren, Prudiemen, Raging, Rautenberg mit Vorwerk, Reatschken, Rothofm Rucken, Alt- und Neu-Schemeiten, Schönwiese und Schupinnen. Am Gericht war ein Richter und drei weitere Mitarbeiter beschäftigt.